# Óbidos
Óbidos város Portugália Oeste szubrégiójában, a  Leiriai történelmi kerületben.

## Története
A város eredete időszámításunk előtti korokra nyúlik vissza . Időszámításunk előtt 700 körül kelta település (oppidum) volt, feltételezések szerint ebből alakult ki a város. Miután a rómaiak elfoglalták a területet, a hegytető közelében megerősített római települést hoztak létre Eburobrittium néven. Régészeti feltárások során napvilágra kerültek a római település fürdőjének, fórumának romjai.
Róma hanyatlását követően a vizigótok telepedtek meg itt. 713-ban a mórok foglalták el a települést, és a hegytetőn elkezdték a ma is látható erődítmény építését. A reconquista során, 1148-ban I. Alfonz foglalta el a várat.
1210-ben II. Alfonz feleségének, Kasztíliai Urracának adományozta a várat és a várost. Óbidos egészen 1833-ig a portugál királynők városa (Vila das Rainhas) volt (mint Magyarországon Veszprém). Igazi fénykorát I. Dénes idején élte, aki jelentős és fényűző építkezéseket végzett a városban. 1441 augusztus 15-én az óbidosi Szent Mária-templomban tartották a 10 éves V. Alfonznak és unokatestvérének, a 9 éves Isabella of Coimbranak az esküvőjét.
1884-ben megszűnt a királynő hűbéri joga. 1910 és 1950 között helyreállították a városfalakat.

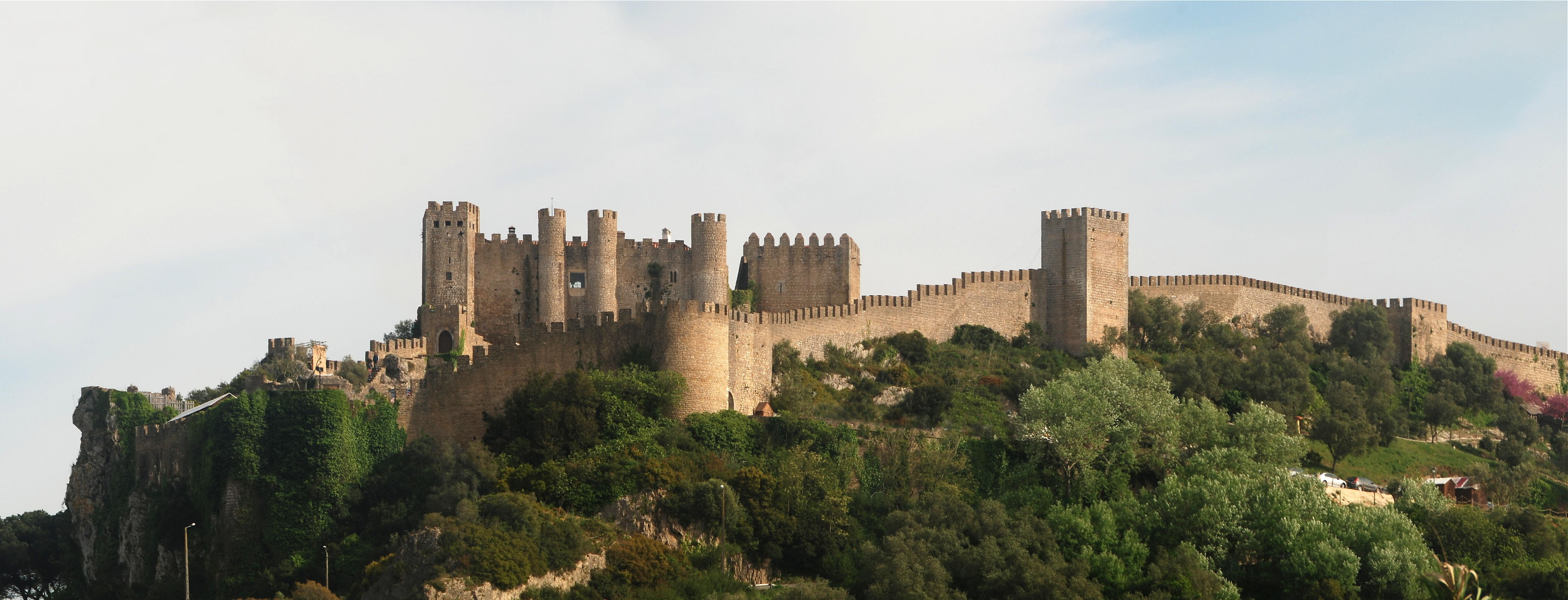
Óbidos városfala nyugatról